# Wheaton (Maryland)
Pour les articles homonymes, voir Wheaton.
Wheaton est une census-designated place située dans le comté de Montgomery, dans l’État du Maryland, aux États-Unis. Lors du recensement de 2020, elle comptait 52 150 habitants.